# Quípama
Quípama là một thị xã và đô thị ở  Departamento Boyacá, thuộc phân vùng Western Boyacá.